# Ron Pros'or
Ron Pros'or (hebrejsky רון פרושאור‎, narozen 1958) je izraelský diplomat a blízkovýchodní komentátor. V letech 2007 až 2011 působil jako izraelský velvyslanec ve Spojeném království a od února 2011 je současným stálým zástupcem Izraele při Organizaci spojených národů.

## Biografie
Během své služby v izraelské armádě sloužil u dělostřelecké divize a dosáhl hodnosti majora. Vystudoval magisterský obor politologie na Hebrejské univerzitě v Jeruzalémě, kde promoval s vyznamenáním. Je ženatý a s manželkou Chadas má tři děti.

### Novinářská kariéra
Pros'or je plodným autorem článků a komentátorem dění na Blízkém východě. Jeho články se objevily například v britských denících The Daily Telegraph, The Times, The Sun a The Guardian. Je též pravidelně zván ke komentářům v britském židovském tisku, včetně Jewish Chronicle a Jewish News.
Pravidelně vystupuje v rozhlasové relaci Today na BBC Radio 4, a podobně též na BBC News 24 a Sky News.

### Úřednická kariéra
Od roku 2003 pracoval na izraelském ministerstvu zahraničních věcí, kde zkraje působil jako náměstek ředitele odboru pro strategické a protiteroristické záležitosti a jaderné odzbrojení (2003), posléze jako šéf štábu ministra zahraničních věcí Silvana Šaloma (2003–2004) a následně jako náměstek generálního ředitele ministerstva (2004).
V letech 2004 až 2007 zastával pozici generálního ředitele ministerstva. Společně s ministryní zahraničních věcí Cipi Livniovou vypravil let společnosti El Al, který v roce 2004 vezl humanitární pomoc do tsunami postižené Srí Lanky a Indonésie, tedy do zemí, které s Izraelem neměly diplomatické vztahy. To později vedlo k prvním vzájemným politickým dialogům. Podílel se na pokračování diplomatických vztahů s Vatikánem a koordinoval vstup Izraele do organizace UNESCO v roce 2007. Z pozice generálního ředitele dohlížel na působení ministerstva během izraelského stažení z Pásma Gazy v roce 2005.

### Diplomatická kariéra
V roce 2007 byl přijat britskou královnou Alžbětou II. a až do roku 2011 zastával post izraelského velvyslance ve Spojeném království. Jeho předchozí diplomatické mise zahrnovaly působení na velvyslanectví ve Spojených státech (1998–2002), Spojeném království (1995–1998) a Spolkové republice Německo (1988–1992). V době svého působení v Bonnu pomáhal po pádu Berlínské zdi k vytvoření diplomatických vztahů mezi západními státy a někdejším východním Německem.
Byl taktéž členem izraelské delegace, která v roce 1998 dojednávala memorandum od Wye River. V době svého působení ve Washingtonu působil jako politický poradce během summitu v Camp Davidu.
V únoru 2011 byl jmenován izraelským vyslancem při Organizaci spojených národů.